# 리오넬 콕스
리오넬 콕스(프랑스어: Lionel Cox, 1981년 12월 7일 ~ )는 벨기에의 사격 선수이다.